# 1647
Portal Geschichte | Portal Biografien | Aktuelle Ereignisse | Jahreskalender | Tagesartikel

◄ |
16. Jahrhundert |
17. Jahrhundert
| 18. Jahrhundert | ►

◄ |
1610er |
1620er |
1630er |
1640er
| 1650er | 1660er | 1670er | ►

◄◄ |
◄ |
1643 |
1644 |
1645 |
1646 |
1647
| 1648 | 1649 | 1650 | 1651 | ► | ►►
Staatsoberhäupter  · Nekrolog   · Musikjahr
| Januar | Januar | Januar | Januar | Januar | Januar | Januar | Januar |
| Kw     | Mo     | Di     | Mi     | Do     | Fr     | Sa     | So     |
| ------ | ------ | ------ | ------ | ------ | ------ | ------ | ------ |
| 1      |        | 1      | 2      | 3      | 4      | 5      | 6      |
| 2      | 7      | 8      | 9      | 10     | 11     | 12     | 13     |
| 3      | 14     | 15     | 16     | 17     | 18     | 19     | 20     |
| 4      | 21     | 22     | 23     | 24     | 25     | 26     | 27     |
| 5      | 28     | 29     | 30     | 31     |        |        |        |

| Februar | Februar | Februar | Februar | Februar | Februar | Februar | Februar |
| Kw      | Mo      | Di      | Mi      | Do      | Fr      | Sa      | So      |
| ------- | ------- | ------- | ------- | ------- | ------- | ------- | ------- |
| 5       |         |         |         |         | 1       | 2       | 3       |
| 6       | 4       | 5       | 6       | 7       | 8       | 9       | 10      |
| 7       | 11      | 12      | 13      | 14      | 15      | 16      | 17      |
| 8       | 18      | 19      | 20      | 21      | 22      | 23      | 24      |
| 9       | 25      | 26      | 27      | 28      |         |         |         |

| März | März | März | März | März | März | März | März |
| Kw   | Mo   | Di   | Mi   | Do   | Fr   | Sa   | So   |
| ---- | ---- | ---- | ---- | ---- | ---- | ---- | ---- |
| 9    |      |      |      |      | 1    | 2    | 3    |
| 10   | 4    | 5    | 6    | 7    | 8    | 9    | 10   |
| 11   | 11   | 12   | 13   | 14   | 15   | 16   | 17   |
| 12   | 18   | 19   | 20   | 21   | 22   | 23   | 24   |
| 13   | 25   | 26   | 27   | 28   | 29   | 30   | 31   |

| April | April | April | April | April | April | April | April |
| Kw    | Mo    | Di    | Mi    | Do    | Fr    | Sa    | So    |
| ----- | ----- | ----- | ----- | ----- | ----- | ----- | ----- |
| 14    | 1     | 2     | 3     | 4     | 5     | 6     | 7     |
| 15    | 8     | 9     | 10    | 11    | 12    | 13    | 14    |
| 16    | 15    | 16    | 17    | 18    | 19    | 20    | 21    |
| 17    | 22    | 23    | 24    | 25    | 26    | 27    | 28    |
| 18    | 29    | 30    |       |       |       |       |       |

| Mai | Mai | Mai | Mai | Mai | Mai | Mai | Mai |
| Kw  | Mo  | Di  | Mi  | Do  | Fr  | Sa  | So  |
| 18  |     |     | 1   | 2   | 3   | 4   | 5   |
| 19  | 6   | 7   | 8   | 9   | 10  | 11  | 12  |
| 20  | 13  | 14  | 15  | 16  | 17  | 18  | 19  |
| 21  | 20  | 21  | 22  | 23  | 24  | 25  | 26  |
| 22  | 27  | 28  | 29  | 30  | 31  |     |     |
| --- | --- | --- | --- | --- | --- | --- | --- |

| Juni | Juni | Juni | Juni | Juni | Juni | Juni | Juni |
| Kw   | Mo   | Di   | Mi   | Do   | Fr   | Sa   | So   |
| ---- | ---- | ---- | ---- | ---- | ---- | ---- | ---- |
| 22   |      |      |      |      |      | 1    | 2    |
| 23   | 3    | 4    | 5    | 6    | 7    | 8    | 9    |
| 24   | 10   | 11   | 12   | 13   | 14   | 15   | 16   |
| 25   | 17   | 18   | 19   | 20   | 21   | 22   | 23   |
| 26   | 24   | 25   | 26   | 27   | 28   | 29   | 30   |

| Juli | Juli | Juli | Juli | Juli | Juli | Juli | Juli |
| Kw   | Mo   | Di   | Mi   | Do   | Fr   | Sa   | So   |
| ---- | ---- | ---- | ---- | ---- | ---- | ---- | ---- |
| 27   | 1    | 2    | 3    | 4    | 5    | 6    | 7    |
| 28   | 8    | 9    | 10   | 11   | 12   | 13   | 14   |
| 29   | 15   | 16   | 17   | 18   | 19   | 20   | 21   |
| 30   | 22   | 23   | 24   | 25   | 26   | 27   | 28   |
| 31   | 29   | 30   | 31   |      |      |      |      |

| August | August | August | August | August | August | August | August |
| Kw     | Mo     | Di     | Mi     | Do     | Fr     | Sa     | So     |
| ------ | ------ | ------ | ------ | ------ | ------ | ------ | ------ |
| 31     |        |        |        | 1      | 2      | 3      | 4      |
| 32     | 5      | 6      | 7      | 8      | 9      | 10     | 11     |
| 33     | 12     | 13     | 14     | 15     | 16     | 17     | 18     |
| 34     | 19     | 20     | 21     | 22     | 23     | 24     | 25     |
| 35     | 26     | 27     | 28     | 29     | 30     | 31     |        |

| September | September | September | September | September | September | September | September |
| Kw        | Mo        | Di        | Mi        | Do        | Fr        | Sa        | So        |
| --------- | --------- | --------- | --------- | --------- | --------- | --------- | --------- |
| 35        |           |           |           |           |           |           | 1         |
| 36        | 2         | 3         | 4         | 5         | 6         | 7         | 8         |
| 37        | 9         | 10        | 11        | 12        | 13        | 14        | 15        |
| 38        | 16        | 17        | 18        | 19        | 20        | 21        | 22        |
| 39        | 23        | 24        | 25        | 26        | 27        | 28        | 29        |
| 40        | 30        |           |           |           |           |           |           |

| Oktober | Oktober | Oktober | Oktober | Oktober | Oktober | Oktober | Oktober |
| Kw      | Mo      | Di      | Mi      | Do      | Fr      | Sa      | So      |
| ------- | ------- | ------- | ------- | ------- | ------- | ------- | ------- |
| 40      |         | 1       | 2       | 3       | 4       | 5       | 6       |
| 41      | 7       | 8       | 9       | 10      | 11      | 12      | 13      |
| 42      | 14      | 15      | 16      | 17      | 18      | 19      | 20      |
| 43      | 21      | 22      | 23      | 24      | 25      | 26      | 27      |
| 44      | 28      | 29      | 30      | 31      |         |         |         |

| November | November | November | November | November | November | November | November |
| Kw       | Mo       | Di       | Mi       | Do       | Fr       | Sa       | So       |
| -------- | -------- | -------- | -------- | -------- | -------- | -------- | -------- |
| 44       |          |          |          |          | 1        | 2        | 3        |
| 45       | 4        | 5        | 6        | 7        | 8        | 9        | 10       |
| 46       | 11       | 12       | 13       | 14       | 15       | 16       | 17       |
| 47       | 18       | 19       | 20       | 21       | 22       | 23       | 24       |
| 48       | 25       | 26       | 27       | 28       | 29       | 30       |          |

| Dezember | Dezember | Dezember | Dezember | Dezember | Dezember | Dezember | Dezember |
| Kw       | Mo       | Di       | Mi       | Do       | Fr       | Sa       | So       |
| -------- | -------- | -------- | -------- | -------- | -------- | -------- | -------- |
| 48       |          |          |          |          |          |          | 1        |
| 49       | 2        | 3        | 4        | 5        | 6        | 7        | 8        |
| 50       | 9        | 10       | 11       | 12       | 13       | 14       | 15       |
| 51       | 16       | 17       | 18       | 19       | 20       | 21       | 22       |
| 52       | 23       | 24       | 25       | 26       | 27       | 28       | 29       |
| 1        | 30       | 31       |          |          |          |          |          |

| Januar | Januar | Januar | Januar | Januar | Januar | Januar | Januar |
| Kw     | Mo     | Di     | Mi     | Do     | Fr     | Sa     | So     |
| ------ | ------ | ------ | ------ | ------ | ------ | ------ | ------ |
| 1      |        | 1      | 2      | 3      | 4      | 5      | 6      |
| 2      | 7      | 8      | 9      | 10     | 11     | 12     | 13     |
| 3      | 14     | 15     | 16     | 17     | 18     | 19     | 20     |
| 4      | 21     | 22     | 23     | 24     | 25     | 26     | 27     |
| 5      | 28     | 29     | 30     | 31     |        |        |        |

| Februar | Februar | Februar | Februar | Februar | Februar | Februar | Februar |
| Kw      | Mo      | Di      | Mi      | Do      | Fr      | Sa      | So      |
| ------- | ------- | ------- | ------- | ------- | ------- | ------- | ------- |
| 5       |         |         |         |         | 1       | 2       | 3       |
| 6       | 4       | 5       | 6       | 7       | 8       | 9       | 10      |
| 7       | 11      | 12      | 13      | 14      | 15      | 16      | 17      |
| 8       | 18      | 19      | 20      | 21      | 22      | 23      | 24      |
| 9       | 25      | 26      | 27      | 28      |         |         |         |

| März | März | März | März | März | März | März | März |
| Kw   | Mo   | Di   | Mi   | Do   | Fr   | Sa   | So   |
| ---- | ---- | ---- | ---- | ---- | ---- | ---- | ---- |
| 9    |      |      |      |      | 1    | 2    | 3    |
| 10   | 4    | 5    | 6    | 7    | 8    | 9    | 10   |
| 11   | 11   | 12   | 13   | 14   | 15   | 16   | 17   |
| 12   | 18   | 19   | 20   | 21   | 22   | 23   | 24   |
| 13   | 25   | 26   | 27   | 28   | 29   | 30   | 31   |

| April | April | April | April | April | April | April | April |
| Kw    | Mo    | Di    | Mi    | Do    | Fr    | Sa    | So    |
| ----- | ----- | ----- | ----- | ----- | ----- | ----- | ----- |
| 14    | 1     | 2     | 3     | 4     | 5     | 6     | 7     |
| 15    | 8     | 9     | 10    | 11    | 12    | 13    | 14    |
| 16    | 15    | 16    | 17    | 18    | 19    | 20    | 21    |
| 17    | 22    | 23    | 24    | 25    | 26    | 27    | 28    |
| 18    | 29    | 30    |       |       |       |       |       |

| Mai | Mai | Mai | Mai | Mai | Mai | Mai | Mai |
| Kw  | Mo  | Di  | Mi  | Do  | Fr  | Sa  | So  |
| 18  |     |     | 1   | 2   | 3   | 4   | 5   |
| 19  | 6   | 7   | 8   | 9   | 10  | 11  | 12  |
| 20  | 13  | 14  | 15  | 16  | 17  | 18  | 19  |
| 21  | 20  | 21  | 22  | 23  | 24  | 25  | 26  |
| 22  | 27  | 28  | 29  | 30  | 31  |     |     |
| --- | --- | --- | --- | --- | --- | --- | --- |

| Juni | Juni | Juni | Juni | Juni | Juni | Juni | Juni |
| Kw   | Mo   | Di   | Mi   | Do   | Fr   | Sa   | So   |
| ---- | ---- | ---- | ---- | ---- | ---- | ---- | ---- |
| 22   |      |      |      |      |      | 1    | 2    |
| 23   | 3    | 4    | 5    | 6    | 7    | 8    | 9    |
| 24   | 10   | 11   | 12   | 13   | 14   | 15   | 16   |
| 25   | 17   | 18   | 19   | 20   | 21   | 22   | 23   |
| 26   | 24   | 25   | 26   | 27   | 28   | 29   | 30   |

| Juli | Juli | Juli | Juli | Juli | Juli | Juli | Juli |
| Kw   | Mo   | Di   | Mi   | Do   | Fr   | Sa   | So   |
| ---- | ---- | ---- | ---- | ---- | ---- | ---- | ---- |
| 27   | 1    | 2    | 3    | 4    | 5    | 6    | 7    |
| 28   | 8    | 9    | 10   | 11   | 12   | 13   | 14   |
| 29   | 15   | 16   | 17   | 18   | 19   | 20   | 21   |
| 30   | 22   | 23   | 24   | 25   | 26   | 27   | 28   |
| 31   | 29   | 30   | 31   |      |      |      |      |

| August | August | August | August | August | August | August | August |
| Kw     | Mo     | Di     | Mi     | Do     | Fr     | Sa     | So     |
| ------ | ------ | ------ | ------ | ------ | ------ | ------ | ------ |
| 31     |        |        |        | 1      | 2      | 3      | 4      |
| 32     | 5      | 6      | 7      | 8      | 9      | 10     | 11     |
| 33     | 12     | 13     | 14     | 15     | 16     | 17     | 18     |
| 34     | 19     | 20     | 21     | 22     | 23     | 24     | 25     |
| 35     | 26     | 27     | 28     | 29     | 30     | 31     |        |

| September | September | September | September | September | September | September | September |
| Kw        | Mo        | Di        | Mi        | Do        | Fr        | Sa        | So        |
| --------- | --------- | --------- | --------- | --------- | --------- | --------- | --------- |
| 35        |           |           |           |           |           |           | 1         |
| 36        | 2         | 3         | 4         | 5         | 6         | 7         | 8         |
| 37        | 9         | 10        | 11        | 12        | 13        | 14        | 15        |
| 38        | 16        | 17        | 18        | 19        | 20        | 21        | 22        |
| 39        | 23        | 24        | 25        | 26        | 27        | 28        | 29        |
| 40        | 30        |           |           |           |           |           |           |

| Oktober | Oktober | Oktober | Oktober | Oktober | Oktober | Oktober | Oktober |
| Kw      | Mo      | Di      | Mi      | Do      | Fr      | Sa      | So      |
| ------- | ------- | ------- | ------- | ------- | ------- | ------- | ------- |
| 40      |         | 1       | 2       | 3       | 4       | 5       | 6       |
| 41      | 7       | 8       | 9       | 10      | 11      | 12      | 13      |
| 42      | 14      | 15      | 16      | 17      | 18      | 19      | 20      |
| 43      | 21      | 22      | 23      | 24      | 25      | 26      | 27      |
| 44      | 28      | 29      | 30      | 31      |         |         |         |

| November | November | November | November | November | November | November | November |
| Kw       | Mo       | Di       | Mi       | Do       | Fr       | Sa       | So       |
| -------- | -------- | -------- | -------- | -------- | -------- | -------- | -------- |
| 44       |          |          |          |          | 1        | 2        | 3        |
| 45       | 4        | 5        | 6        | 7        | 8        | 9        | 10       |
| 46       | 11       | 12       | 13       | 14       | 15       | 16       | 17       |
| 47       | 18       | 19       | 20       | 21       | 22       | 23       | 24       |
| 48       | 25       | 26       | 27       | 28       | 29       | 30       |          |

| Dezember | Dezember | Dezember | Dezember | Dezember | Dezember | Dezember | Dezember |
| Kw       | Mo       | Di       | Mi       | Do       | Fr       | Sa       | So       |
| -------- | -------- | -------- | -------- | -------- | -------- | -------- | -------- |
| 48       |          |          |          |          |          |          | 1        |
| 49       | 2        | 3        | 4        | 5        | 6        | 7        | 8        |
| 50       | 9        | 10       | 11       | 12       | 13       | 14       | 15       |
| 51       | 16       | 17       | 18       | 19       | 20       | 21       | 22       |
| 52       | 23       | 24       | 25       | 26       | 27       | 28       | 29       |
| 1        | 30       | 31       |          |          |          |          |          |

## Ereignisse

### Politik und Weltgeschehen

#### England / Schottland / Irland

##### Englischer Bürgerkrieg
- 23. Januar: König Karl I. von England wird von dem schottischen Grafen Archibald Campbell gegen ein hohes Kopfgeld an das Englische Parlament ausgeliefert.
- Die Levellers verfassen das Pamphlet An Agreement of the People.

##### Irische Konföderationskriege
- August: Die Englische Revolutionsarmee besiegt die Truppen der Konföderation Irland in der Schlacht am Dungans Hill.
- September: Englische Parlamentstruppen unter Murrough O’Brien, 1. Earl of Inchiquin, erobern und plündern den Rock of Cashel. Die Angehörigen der dortigen Garnison und des Klerus werden massakriert, wichtige religiöse Kunstwerke zerstört.
- November: Die Englische Revolutionsarmee besiegt die Truppen der Konföderation Irland in der Schlacht von Knocknanauss.

#### Dreißigjähriger Krieg
- 14. März: Bayern, Kurköln, Frankreich und Schweden unterzeichnen den Waffenstillstand von Ulm.
- Eine französische Streitmacht belagert das Schloss Hohentübingen und sprengt dabei dessen Ecktürme.
- 18. Juni: Louis Condé unterliegt den Spaniern bei Lleida in Katalonien.
- 15. Juli: Der im Diensten Schwedens stehende Feldmarschall Hans Christoph von Königsmarck erobert die Stadt Wiedenbrück in Westfalen und belagert danach erfolglos gemeinsam mit General Carl von Rabenhaupt Paderborn.
- 18. Juli: Die Schweden unter Wrangel erobern die kaiserliche Festung Eger.
- 22. August: Kaiserliche Truppen unter Peter Melander von Holzappel besiegen die Schweden unter Carl Gustaf Wrangel und Helmold Wilhelm Wrangel in der Schlacht bei Triebl.

#### Weitere Ereignisse im Reich
- In Braunschweig-Wolfenbüttel wird die allgemeine Schulpflicht eingeführt.

#### Vereinigte Niederlande und Nieuw Nederland
Nach dem Tod seines Vaters Friedrich Heinrich am 14. März wird Wilhelm II. aus dem Hause Oranien-Nassau Statthalter der Vereinigten Niederlande.

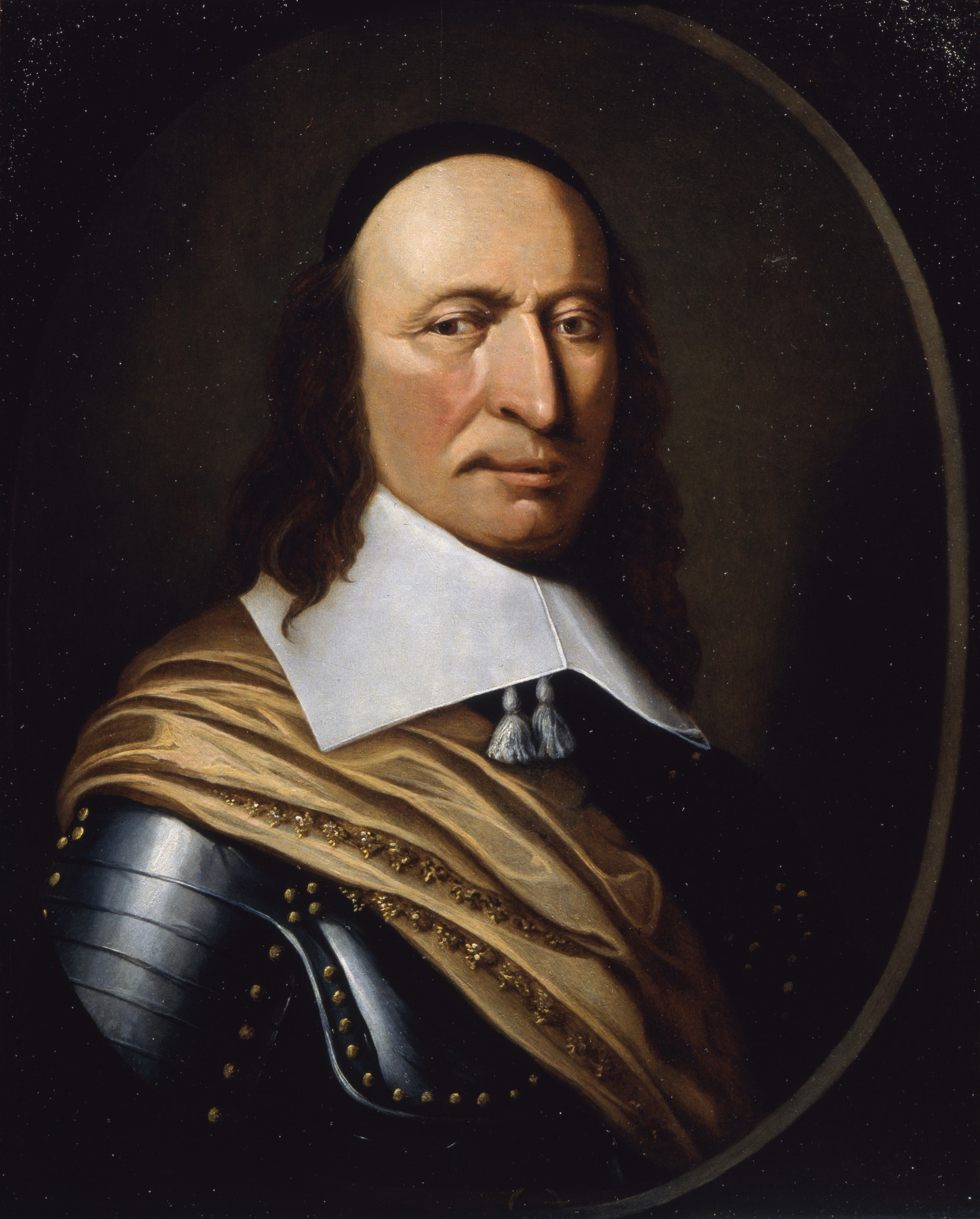
Petrus Stuyvesant

Der neue Generaldirektor Petrus Stuyvesant trifft am 11. Mai als Nachfolger des umstrittenen Willem Kieft in der Kolonie Nieuw Nederland ein. Zwei Wochen später findet die offizielle Amtseinführung statt und Stuyvesant ernennt einen Rat und setzt einen Gerichtshof ein. Als Zugeständnis an den Volkswillen lässt er in einer allgemeinen Wahl 18 Delegierte wählen, aus denen der Gouverneur und sein Rat einen Ausschuss von 9 Vertretern bilden. Dessen Befugnisse sind allerdings lediglich beratender Natur.
Willem Kieft, den in Amsterdam ein Gerichtsprozess wegen seiner Amtsführung erwartet, besteigt im August die Princess Amalia, die im September vor der Küste von Wales sinkt. Kieft findet dabei den Tod. Mit ihm gehen auch sämtliche Dokumente und Papiere für den Prozess verloren. Damit ist bis heute ungeklärt, ob die gegen ihn erhobenen Vorwürfe gerechtfertigt waren.

#### Afrika
Mit der Havarie des niederländischen Schiffes Nieuw Haarlem beginnt die Besiedlungsgeschichte der Kapkolonie. Die Schiffbrüchigen errichteten ein kleines Fort mit dem Namen Sand Fort van de Kaap de Goede Hoop. Nach ihrer Rückkehr in die Niederlande versuchen einige von ihnen, die Niederländische Ostindien-Kompanie (VOC) zur Gründung eines Stützpunktes am Kap der Guten Hoffnung zu überreden.

#### Malta
Am 5. Dezember beginnt der Bau des St Agatha’s Tower als Teil von Maltas Befestigungsanlagen. Da der Turm unter Großmeister Jean de Lascaris-Castellar errichtet wird, wird er zu den sogenannten Lascaris Towers gezählt. Konstruktiv entspricht er eher den früher errichteten Wignacourt Towers.

### Wissenschaft und Technik

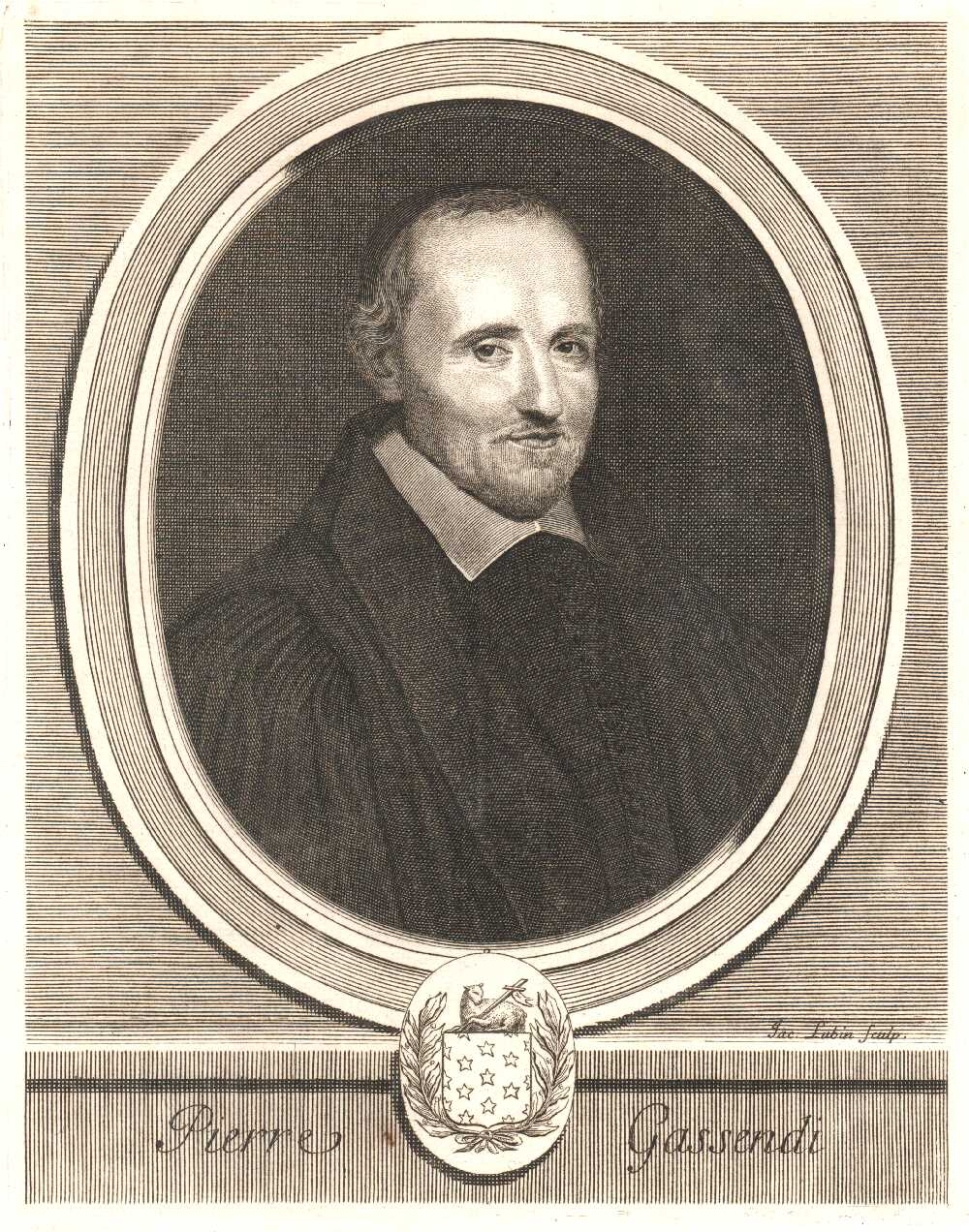
Pierre Gassendi

Der französische Philosoph Pierre Gassendi gibt nach jahrelanger Beschäftigung mit dem Thema De vita et moribus Epicuri heraus, eine Biographie Epikurs mit der Widerlegung der seit der Antike üblichen Diffamierungen seiner Person.
Der französische Physiker Blaise Pascal beweist mit seinem Experiment Leere in der Leere, dass das Quecksilber in einer Manometersäule nur vom äußeren Luftdruck auf eine bestimmte Höhe gedrückt wird. Erst mit diesem Experiment kann die altertümliche, auf Aristoteles zurückgehende Hypothese vom Horror vacui widerlegt und somit die Existenz des Vakuums nachgewiesen werden.

### Kultur

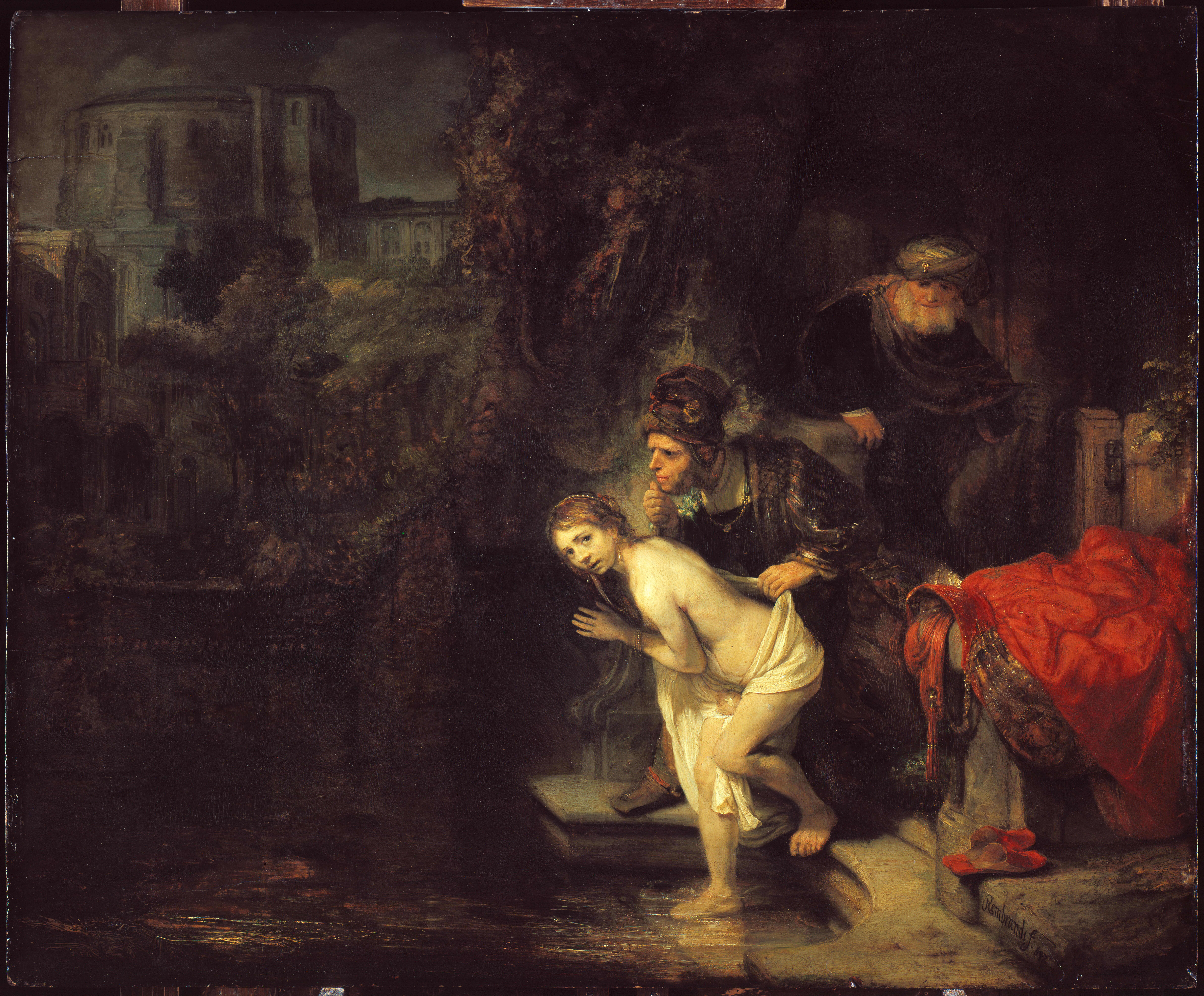
Susanna und die beiden Alten

Rembrandt van Rijn malt Susanna und die beiden Alten nach dem Thema der Susanna im Bade.
Baltasar Graciáns Werk Oraculo manual y arte de prudencia erscheint in Huesca, Spanien.
Johann Crüger veröffentlicht sein Gesangbuch Praxis pietatis melica, das erstmals Liedtexte von Paul Gerhardt enthält, darunter Nun ruhen alle Wälder.

### Gesellschaft
Das englische Parlament schafft Weihnachten ab.

### Religion

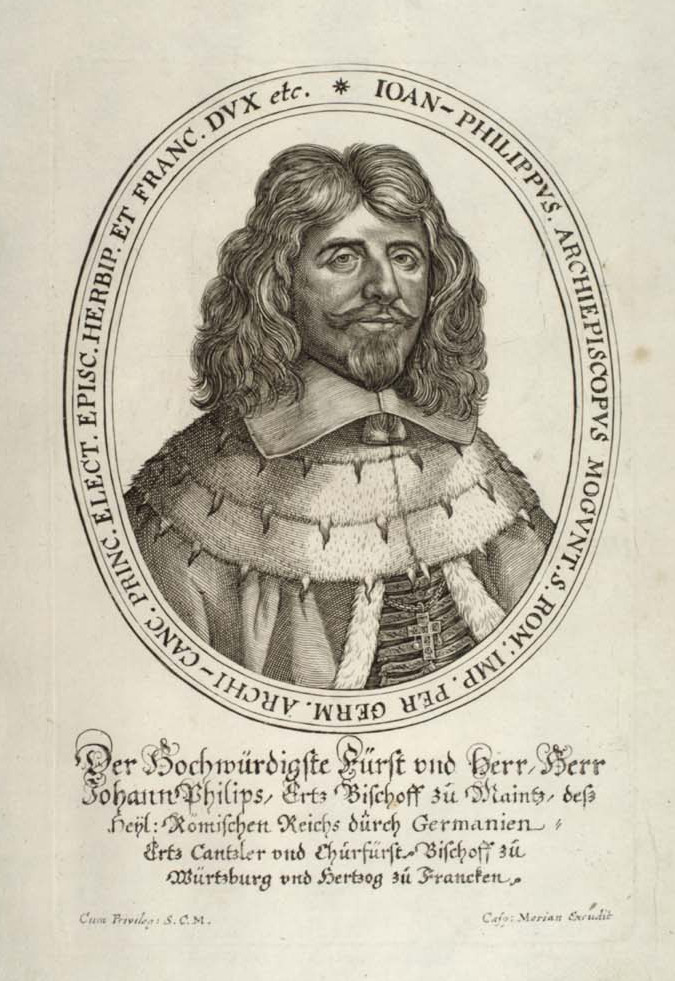
Johann Philipp von Schönborn

- 19. November: Johann Philipp von Schönborn wird als Nachfolger des am 9. Oktober verstorbenen Anselm Casimir Wambolt von Umstadt zum Erzbischof von Mainz gewählt.

### Katastrophen
- 13. Mai: Bei einem schweren Erdbeben sterben in Santiago de Chile rund 12.000 Menschen und damit etwa ein Drittel seiner Bevölkerung.
- 04. August: Gegen 16 Uhr wird der Stephanitorzwinger in Bremen durch Blitzschlag zerstört. Sechs Tonnen dort gelagertes Pulver explodieren. Dabei werden viele Häuser in den umliegenden Straßen zum Teil schwer beschädigt. Angaben über Opfer gibt es nicht.

## Historische Karten und Ansichten

Merian, Topographia Westphaliae
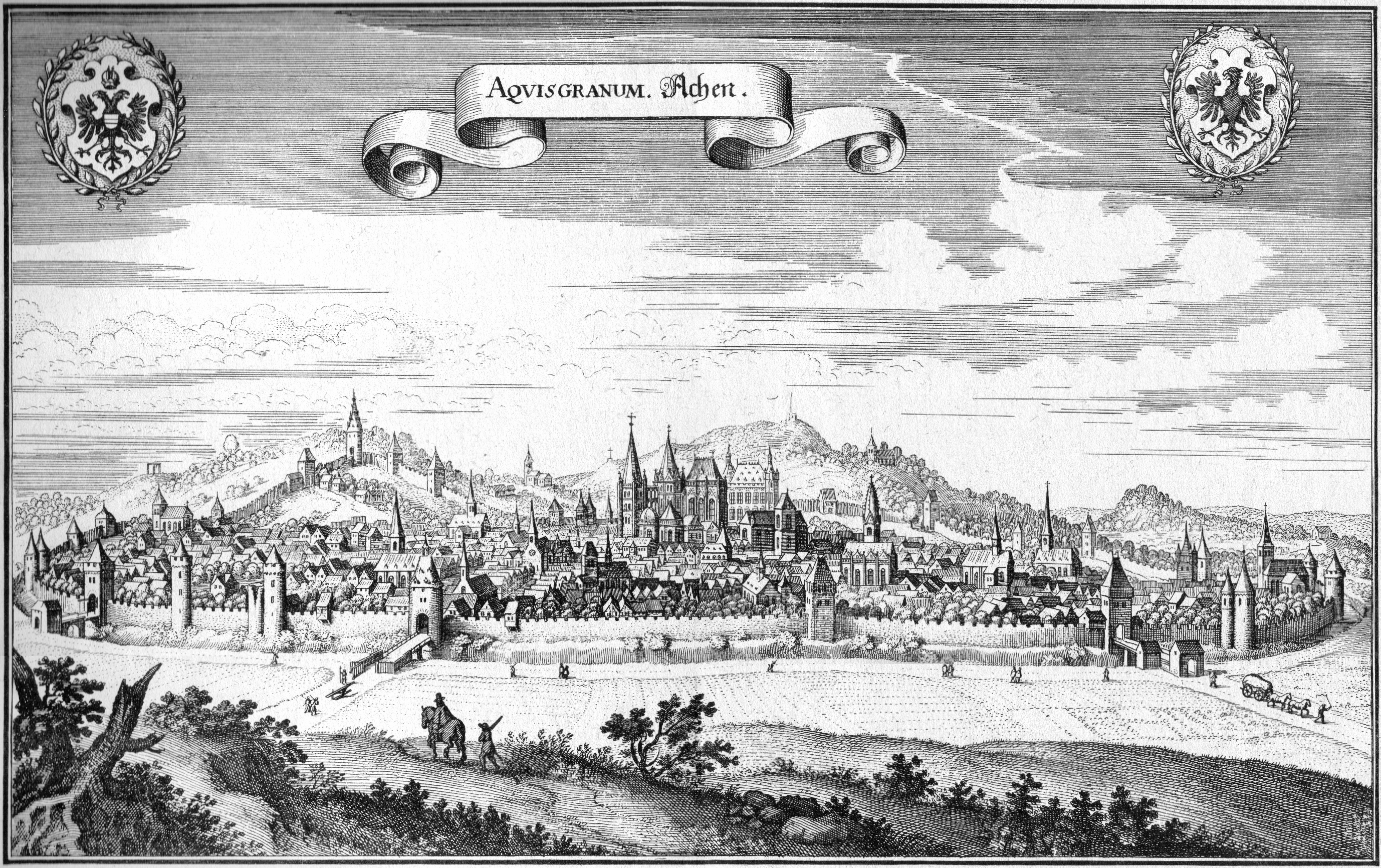
Aachen
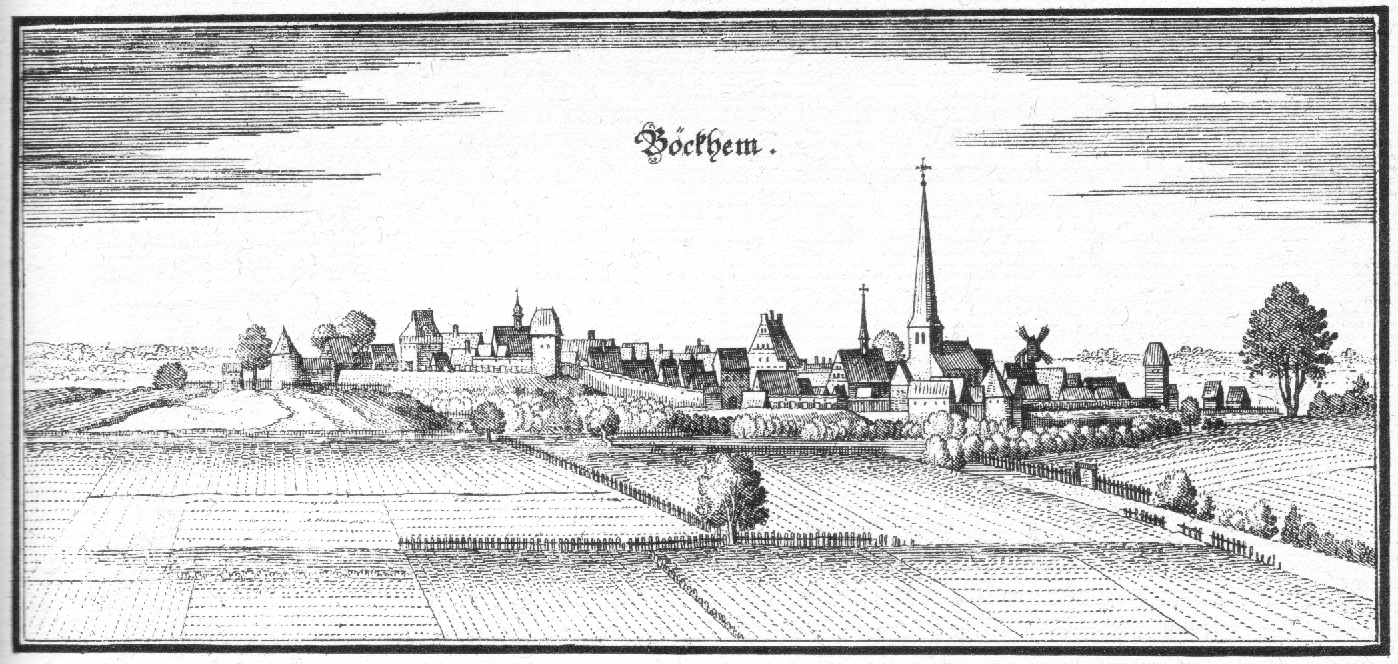
Beckum
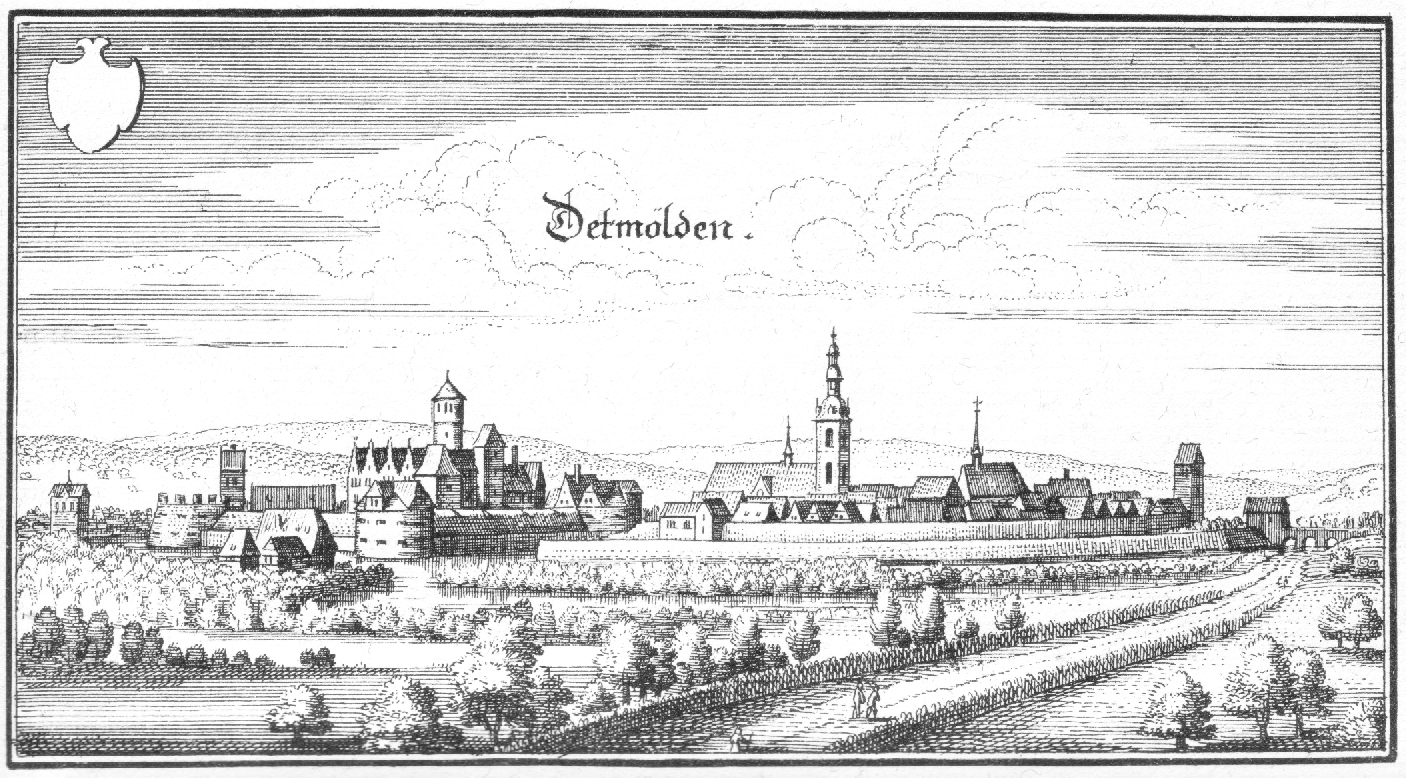
Detmold
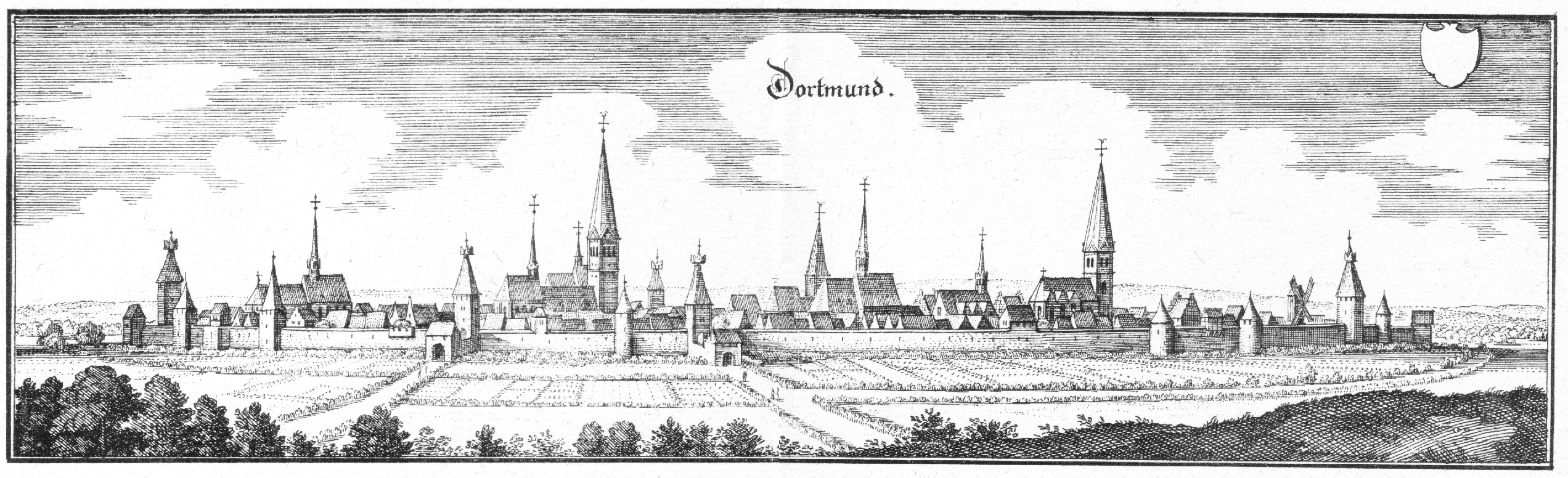
Dortmund
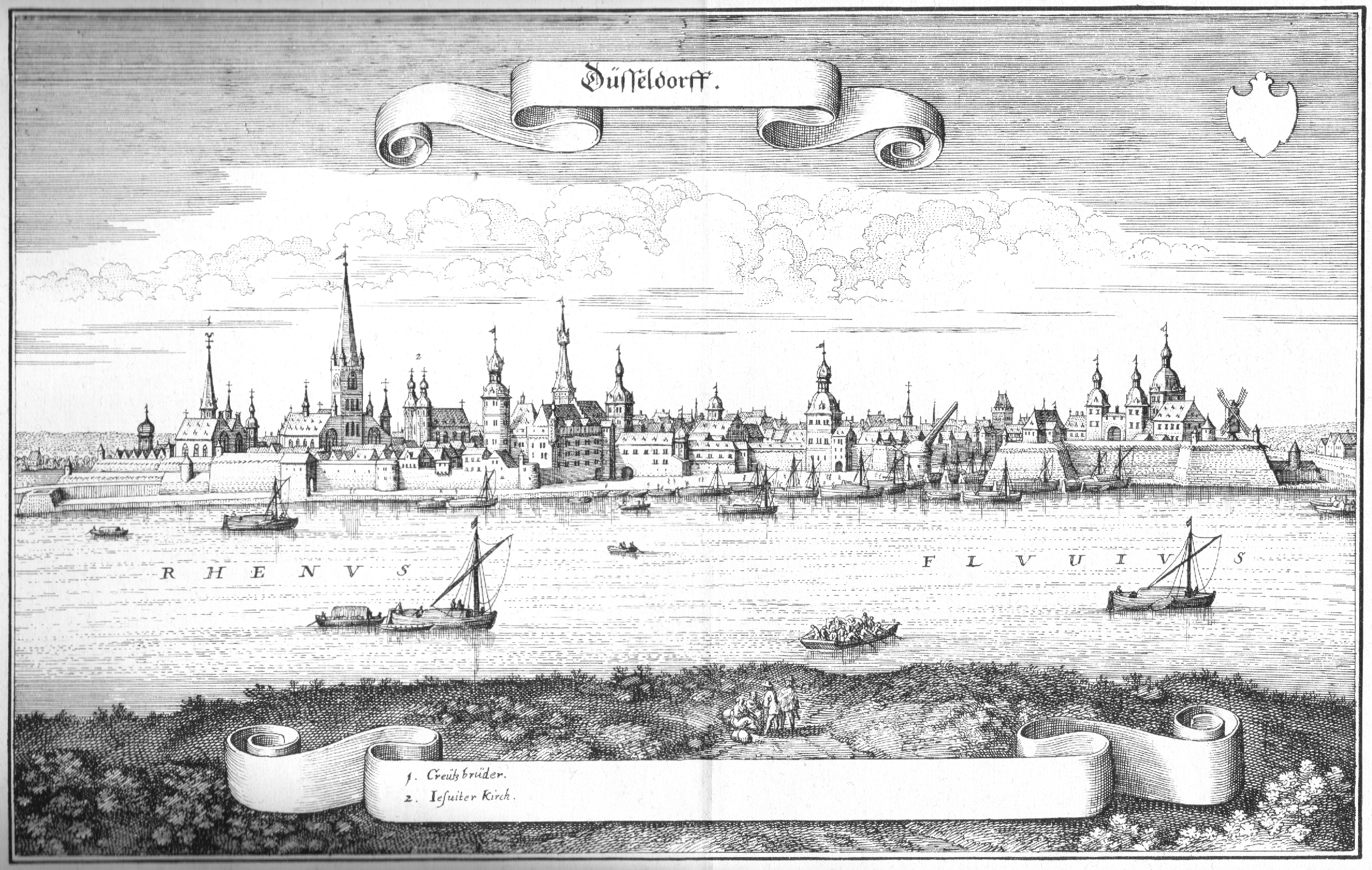
Düsseldorf
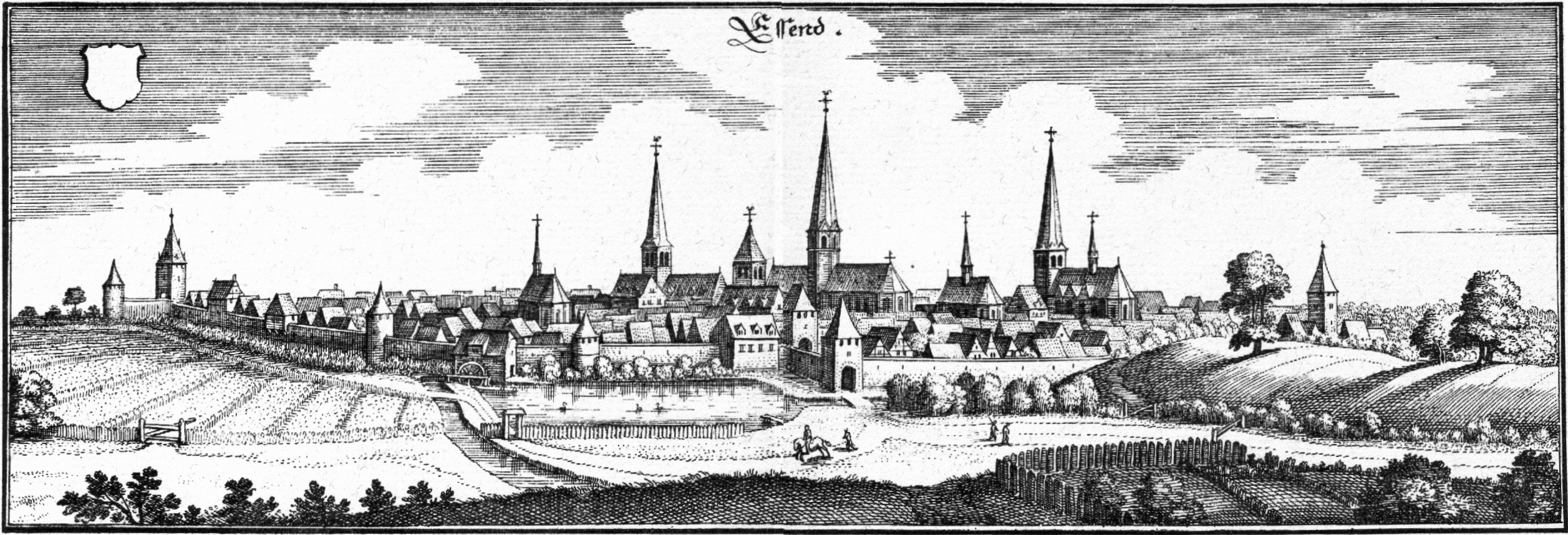
Essen
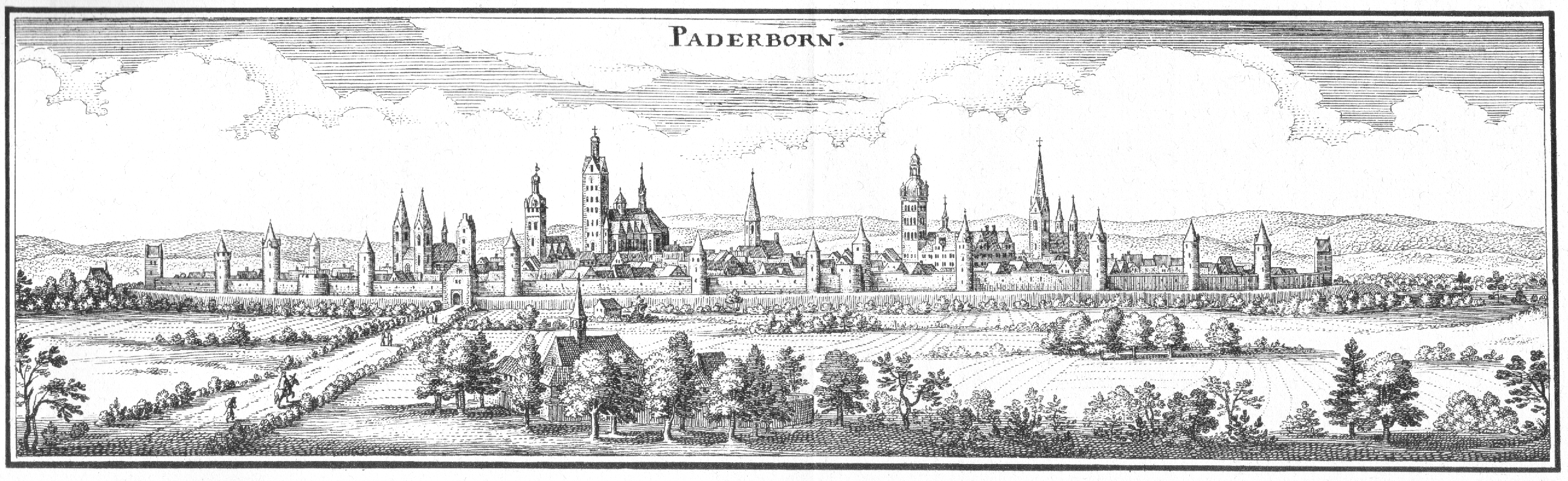
Paderborn
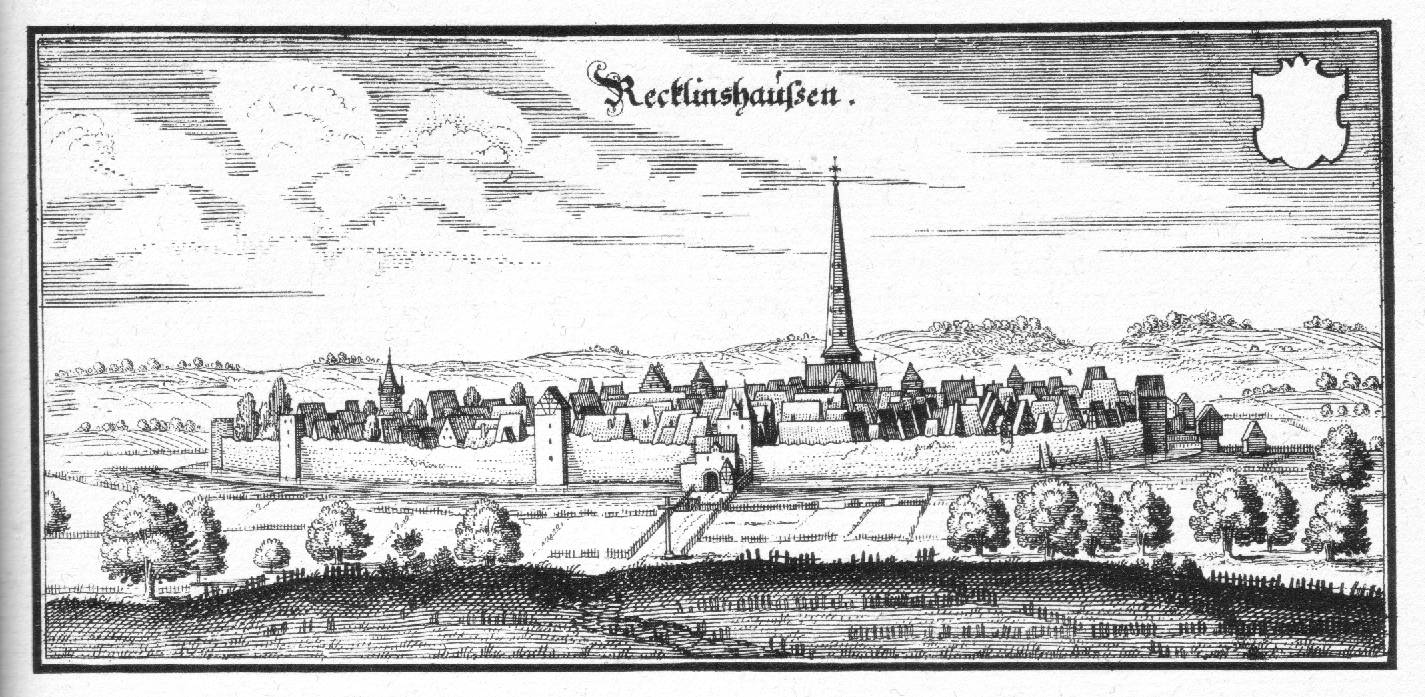
Recklinghausen

## Geboren

### Erstes Halbjahr
- 06. Januar: Christian Wilhelm, Fürst von Schwarzburg-Sondershausen († 1721)
- 07. Januar: Wilhelm Ludwig, Herzog von Württemberg († 1677)
- 17. Januar: Samuel Benedict Carpzov, deutscher Poet und evangelischer Theologe († 1707)
- 17. Januar: Elisabeth Hevelius, Danziger Astronomin († 1693)
- 000Januar: Vincenzo Olivicciani gen. Vincenzino, italienischer Sänger und Kastrat († 1726)
- 17. Februar: Johann Alexander Böner, Nürnberger Kupferstecher, Radierer, Zeichner und Kunsthändler († 1720)
- 12. März: Victor-Maurice de Broglie, französischer Heerführer († 1727)
- 19. März: Anna Elisabeth, Prinzessin von Anhalt-Bernburg und Herzogin von Württemberg-Bernstadt († 1680)

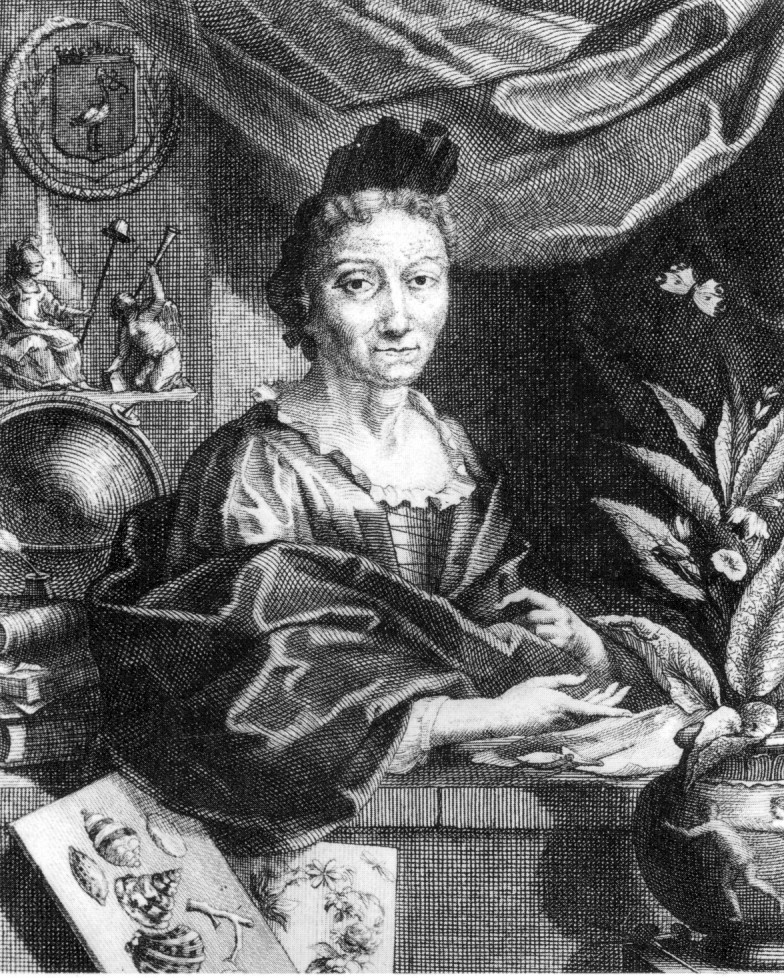
Maria Sibylla Merian, um 1700

- 02. April: Maria Sibylla Merian, Schweizer Naturforscherin und Künstlerin († 1717)
- 12. April: Gregorio De Ferrari, italienischer Maler und Freskant († 1726)
- 20. Mai (getauft): Basilius Petritz, Kreuzkantor in Dresden († 1715)
- 30. Juni: Johann Georg III., Fürst aus dem Hause Wettin (albertinische Linie) († 1691)
- 30. Juni: Johann Diecmann, deutscher Pädagoge und lutherischer Theologe († 1720)

### Zweites Halbjahr
- 22. Juli: Margareta Maria Alacoque, französische Nonne und Mystikerin und Heilige der katholischen Kirche († 1690)
- 23. Juli: Luise Marie von der Pfalz, Fürstin zu Salm († 1679)
- 04. August: Giovanni II. Corner, Doge von Venedig († 1722)
- 12. August: Johann Heinrich Acker, deutscher Theologe und Schriftsteller († 1719)
- 12. August: Eberhard Werner Happel, deutscher Schriftsteller († 1690)

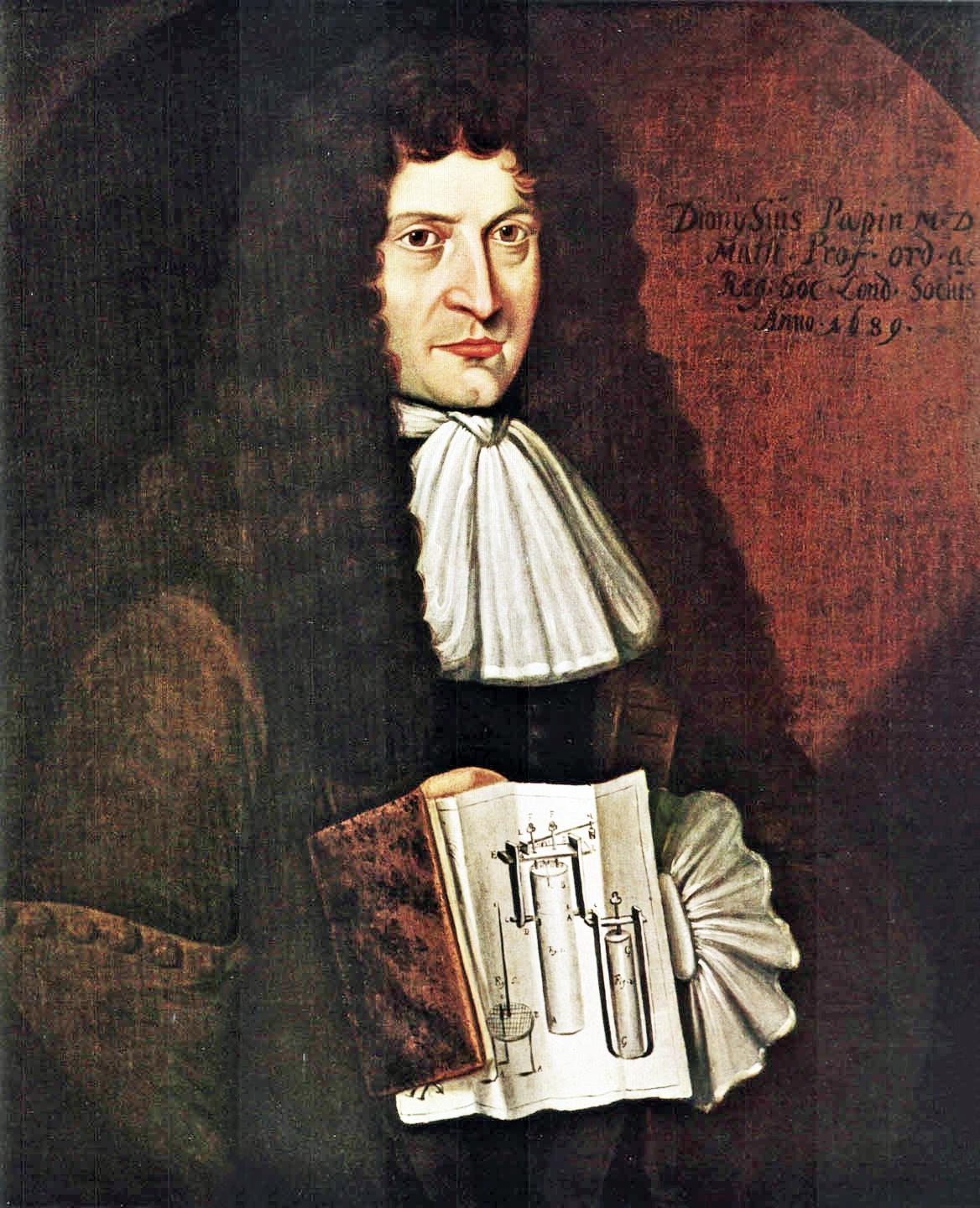
Denis Papin, 1689 mit seinem Druckzylinder

- 22. August: Denis Papin, französischer Physiker, Mathematiker und Erfinder († 1713)
- 01. September: Anna Sophie, Kurfürstin von Sachsen († 1717)
- 04. September: Gerhard Noodt, niederländischer Jurist († 1725)
- 23. September: Joseph Dudley, Kolonialgouverneur in Massachusetts († 1720)
- 23. September: Friedrich VII. Magnus, Markgraf von Baden-Durlach († 1709)
- 29. Oktober: Amalia von Degenfeld, Freifrau von Degenfeld († 1683)
- 11. November: Johann Wilhelm Baier, deutscher evangelischer Theologe († 1695)
- 18. November: Pierre Bayle, französischer Philosoph und Gelehrter († 1706)
- 26. November: Marie Hedwig von Hessen-Darmstadt, Herzogin von Sachsen-Meiningen († 1680)

### Genaues Geburtsdatum unbekannt
- Arthur Herbert, 1. Earl of Torrington, englischer Admiral und Politiker († 1716)
- Joseph I., Patriarch der Chaldäisch-Katholischen Kirche mit Sitz in Diyarbakır († 1707)

## Gestorben

### Erstes Halbjahr
- 12. Januar: Arnold Mengering, deutscher lutherischer Theologe (* 1596)
- 23. Januar: Dorothea von Ahlefeldt, Gutsherrin von Kollmar, Drage und Heiligenstedten (* 1586)
- 01. Februar: Daniel Heider, deutscher Jurist und Rechtshistoriker (* 1572)
- 17. Februar: Johann Heermann, deutscher Kirchenlieddichter (* 1585)
- 12. März: Georg Christoph von Taupadel, deutscher General in schwedischen, später französischen Diensten (* um 1600)
- 14. März: Friedrich Heinrich, Statthalter der Vereinigten Niederlande (* 1584)
- 14. April: David Auerbach, deutscher Theologe (* 1599)
- 25. April: Matthias Gallas, kaiserlicher General im Dreißigjährigen Krieg (* 1588)
- 25. April: Andreas Scultetus, deutscher Schriftsteller (* um 1622/23)
- 19. Mai: Sebastian Vrancx, flämischer Maler (* 1573)
- 21. Mai: Pieter Corneliszoon Hooft, niederländischer Dichter und Historiker (* 1581)
- 24. Mai: Ferdinando Gorges, englischer Kolonist (* um 1568)
- 31. Mai: Karl Friedrich I., Herzog von Oels und Bernstadt (* 1593)
- 09. Juni: Leonard Calvert, erster englischer Kolonialgouverneur von Maryland (* um 1606)
- 11. Juni: Christoph Matthäus, deutscher Rhetoriker, Historiker und Mediziner in den Niederlanden (* 1608)

### Zweites Halbjahr
- 07. Juli: Thomas Hooker, führender Kopf der ersten puritanischen Einwanderer in Neuengland (* 1586)
- 12. Juli: Francesco Maria Farnese, Kardinal und Regent des Herzogtums Parma (* 1619)
- 16. Juli: Masaniello, Hauptanführer des Volksaufstandes von 1647 in Neapel (* 1620)
- 27. August: Pietro Novelli, sizilianischer Maler (* 1603)
- 28. August: Johann Dilliger, deutscher evangelischer Theologe und Komponist (* 1593)
- 04. Oktober: Arndt Bottermann, Opfer der Hexenverfolgung in Witten
- 09. Oktober: Anselm Casimir Wambolt von Umstadt, Erzbischof und Kurfürst von Mainz (* 1582)
- 12. Oktober: Joseph Bergaigne, Erzbischof von Cambrai und Politiker in spanischen Diensten (* 1588)

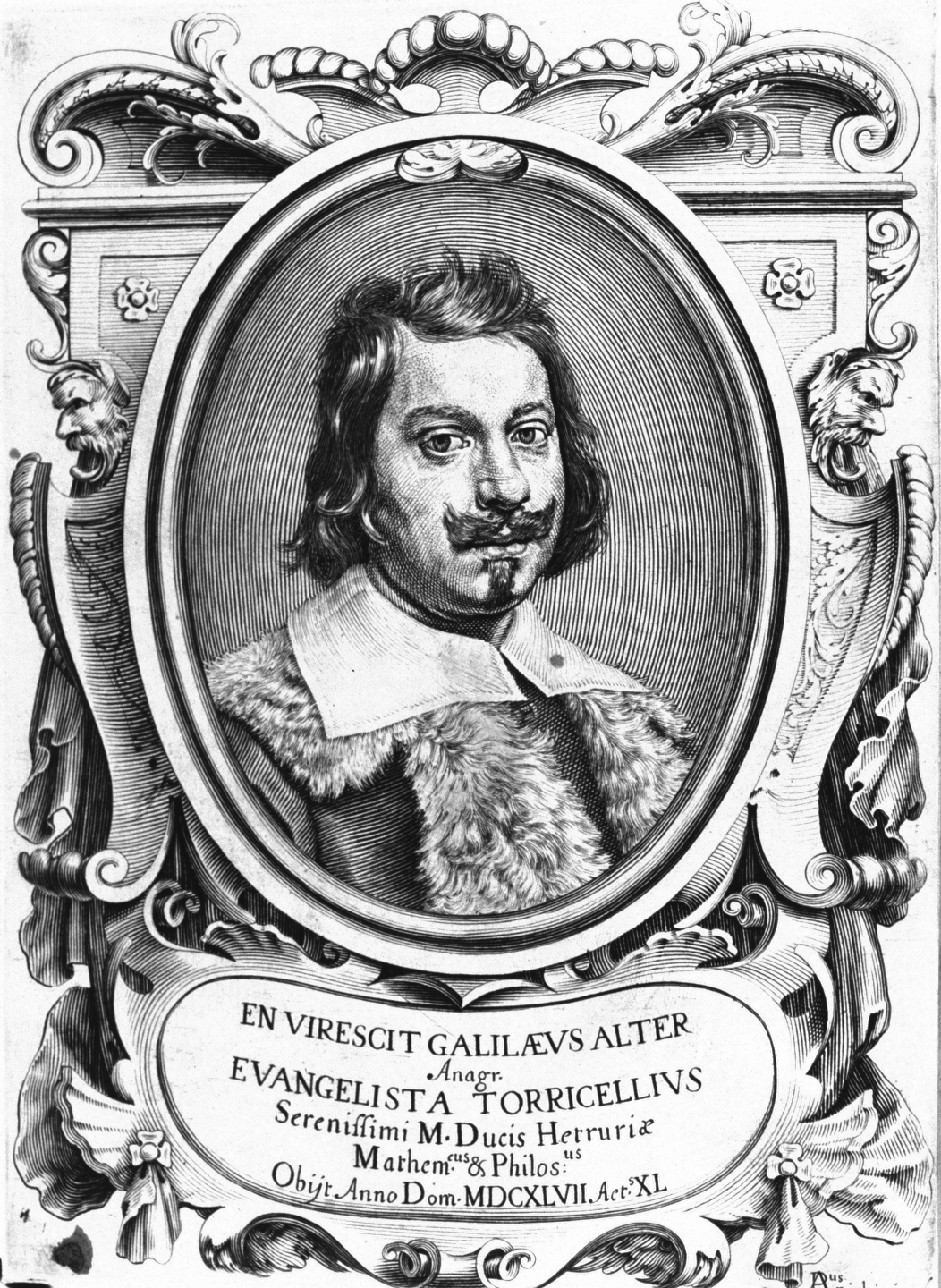
Evangelista Torricelli

- 25. Oktober: Evangelista Torricelli, italienischer Physiker und Mathematiker (* 1608)
- 28. Oktober: Luis Jerónimo de Cabrera, spanischer Kolonialverwalter und Vizekönig von Peru (* 1586)
- 29. November: Giovanni Lanfranco, italienischer Maler (* 1582)
- 30. November: Francesco Bonaventura Cavalieri, italienischer Mathematiker (* um 1598)
- 11. Dezember: Franz Peter König, Söldnerführer und Schultheiss der Stadt und Republik Freiburg i. Üe. (* 1594)
- 24. Dezember: Albert Burgh, Amsterdamer Arzt und Bürgermeister (* 1593)
- 31. Dezember: Giovanni Maria Trabaci, neapolitanischer Komponist (* um 1575)

### Genaues Todesdatum unbekannt
- Sisto Rosa, italienischer Maler (* 1585)
- Daniel Mytens, englischer Maler (* 1590)